# Överkalix socken
Överkalix socken ligger i Norrbotten och motsvarar området som sedan 1971 utgör Överkalix kommun och Överkalix distrikt samt en mindre del i Pajala kommun.
Socknens areal var den 1 januari 1961 2 931,00 kvadratkilometer, varav 2 779,00 km² land. År 2000 fanns här 4 304 invånare. Tätorterna Svartbyn och Tallvik samt tätorten Överkalix med kyrkbyn Bränna och sockenkyrkan Överkalix kyrka ligger i socknen.

## Administrativ historik
Överkalix socken bildades som en utbrytning 1637 ur Kalix socken.
Vid kommunreformen 1862 överfördes ansvaret för de kyrkliga frågorna till Överkalix församling och för de borgerliga frågorna till Överkalix landskommun. 1870 överfördes en del av landskommunen till Korpilombolo landskommun. Landskommunen ombildades 1971 till Överkalix kommun.
1 januari 2016 inrättades distriktet Överkalix, med samma omfattning som församlingen hade 1999/2000.
Socknen har tillhört fögderier, tingslag och domsagor enligt vad som beskrivs i artikeln Norrbotten. De indelta soldaterna tillhörde Norrbottens regemente.

## Geografi
Överkalix socken ligger kring Ängesån och Kalix älv.  Socknen har dalgångsbygd utmed vattendragen och är i övrigt en myr- och sjörik skogsbygd med höjder som i Svartberget i norr når 413 meter över havet.

## Fornlämningar
Cirka 475 boplatser från stenåldern och några stensättningar är funna. Cirka 325 fångstgropar har påträffats. Vidare finns lämningar vid samiska flyttningsvägar.

## Namnet
Namnet tillkom vid delningen 1637 och betyder 'den längre upp i älvdalen liggande delen av Kalix' där Kalix är det äldre sockennamnet som fått sitt namn från älven. Älvnamnet Kalixälven är en försvenskning av det samiska namnet Gáláseatnu vars förled antingen innehåller gállit, 'vada' eller gálus, 'sval'.
Namnet skrevs vid folkräkningen 1890 och 1900 Öfver-Kalix socken och vid folkräkningen 1910 Överkalix socken.

## Befolkningsutveckling
| Befolkningsutvecklingen i Överkalix socken 1750–1990                                                     | Befolkningsutvecklingen i Överkalix socken 1750–1990 | Befolkningsutvecklingen i Överkalix socken 1750–1990 | Befolkningsutvecklingen i Överkalix socken 1750–1990 | Befolkningsutvecklingen i Överkalix socken 1750–1990 |
| --- | ---------------------------------------------------- | ---------------------------------------------------- | ---------------------------------------------------- | ---------------------------------------------------- |
| |                                                      |                                                      |                                                      |                                                      |
| År |                                                      |                                                      | Folkmängd                                            |                                                      |
| 1750 | 1750                                                 |                                                      | 792                                                  |                                                      |
| 1760 | 1760                                                 |                                                      | 874                                                  |                                                      |
| 1769 | 1769                                                 |                                                      | 1 082                                                |                                                      |
| 1780 | 1780                                                 |                                                      | 1 229                                                |                                                      |
| 1790 | 1790                                                 |                                                      | 1 315                                                |                                                      |
| 1800 | 1800                                                 |                                                      | 1 414                                                |                                                      |
| 1810 | 1810                                                 |                                                      | 1 537                                                |                                                      |
| 1820 | 1820                                                 |                                                      | 1 784                                                |                                                      |
| 1830 | 1830                                                 |                                                      | 2 062                                                |                                                      |
| 1840 | 1840                                                 |                                                      | 2 123                                                |                                                      |
| 1850 | 1850                                                 |                                                      | 2 500                                                |                                                      |
| 1860 | 1860                                                 |                                                      | 2 913                                                |                                                      |
| 1870 | 1870                                                 |                                                      | 3 544                                                |                                                      |
| 1880 | 1880                                                 |                                                      | 4 217                                                |                                                      |
| 1890 | 1890                                                 |                                                      | 4 834                                                |                                                      |
| 1900 | 1900                                                 |                                                      | 5 539                                                |                                                      |
| 1910 | 1910                                                 |                                                      | 6 013                                                |                                                      |
| 1920 | 1920                                                 |                                                      | 6 518                                                |                                                      |
| 1930 | 1930                                                 |                                                      | 7 396                                                |                                                      |
| 1940 | 1940                                                 |                                                      | 8 564                                                |                                                      |
| 1950 | 1950                                                 |                                                      | 9 214                                                |                                                      |
| 1960 | 1960                                                 |                                                      | 8 598                                                |                                                      |
| 1970 | 1970                                                 |                                                      | 6 023                                                |                                                      |
| 1980 | 1980                                                 |                                                      | 5 083                                                |                                                      |
| 1990 | 1990                                                 |                                                      | 4 744                                                |                                                      |
| Anm: Källor: Umeå universitet - Tabellverket 1749-1859, Demografiska databasen, CEDAR, Umeå universitet. |                                                      |                                                      |                                                      |                                                      |

### Språk och etnicitet
Nedanstående siffror är tagna från SCB:s folkräkning 1900 och visar inte medborgarskap utan de som SCB ansåg vara av "finsk, svensk eller lapsk stam". Siffrorna för 1758-1855 är Tabellverkets statistik och avser endast den samiska befolkningen.
| Årtal | Svenskar | Finnar | Samer | Totalt |
| ----- | -------- | ------ | ----- | ------ |
| 1758  |          |        | 8     |        |
| 1760  |          |        | 6     |        |
| 1763  |          |        | 3     |        |
| 1766  |          |        | 3     |        |
| 1769  |          |        | 10    |        |
| 1772  |          |        | 9     |        |
| 1780  |          |        | 16    |        |
| 1785  |          |        | 16    |        |
| 1790  |          |        | 17    |        |
| 1795  |          |        | 14    |        |
| 1800  |          |        | 19    |        |
| 1805  |          |        | 10    |        |
| 1810  |          |        | 14    |        |
| 1815  |          |        | 3     |        |
| 1820  |          |        | 5     |        |
| 1825  |          |        | 4     |        |
| 1830  |          |        | 8     |        |
| 1835  |          |        | 7     |        |
| 1840  |          |        | 6     |        |
| 1845  |          |        | 6     |        |
| 1850  |          |        | 6     |        |
| 1855  |          |        | 8     |        |
| 1860  | 2 604    | 281    | 28    | 2 913  |
| 1870  | 3 507    | 4      | 33    | 3 544  |
| 1880  | 4 163    | 8      | 46    | 4 217  |
| 1890  | 4 735    | 55     | 44    | 4 834  |
| 1900  | 5 456    | 41     | 42    | 5 539  |